# Midhat Bajá
Ahmed Şefik Midhat Bajá (Constantinopla, 1822 - Taif, 1883) fue un estadista demócrata otomano y uno de los políticos más relevantes durante el último período de Tanzimat. Fue uno de los fundadores de los Jóvenes Otomanos, especialmente conocido por liderar el movimiento constitucional otomano de 1876 e introducir la Primera Era Constitucional en el Imperio otomano, pero también fue una figura destacada de la reforma en las administraciones educativas y provinciales. Formó parte de una élite gobernante que reconoció la crisis en la que se encontraba el imperio y consideró que la reforma era una necesidad imperiosa. Ahmed Midhat es considerado un político con una actitud liberal y a menudo se le considera uno de los fundadores del Parlamento otomano.
La historiadora británica Caroline Finkel lo describió como "un verdadero representante del optimismo de Tanzimat, quien creía que las tendencias separatistas podían contrarrestarse mejor demostrando los beneficios del buen gobierno". Para los británicos, su celo reformista era una aberración, basada en la fuerza personal individual. Creían que Midhat no podía tener éxito, citando la naturaleza ineficiente y corrupta del estado otomano, y la naturaleza fracturada de su sociedad.
Sirvió brevemente en Esmirna como gobernador del valiato de Aydin, pero el 17 de mayo de 1881, después de solo unos meses en ese puesto, fue arrestado. Ahmed Cevdet Pasha, el ministro de justicia, lo trasladó a Estambul, donde fue acusado del asesinato del sultán Abdülaziz. El interrogatorio y los procedimientos judiciales tuvieron lugar en el Palacio de Yıldız. La mayoría de los historiadores creen que se trató de acusaciones falsas. Se extrajeron confesiones de algunos sospechosos mediante el uso de la tortura. La utilización de pruebas falsas y testigos pagados condujo a su condena, y fue sentenciado a muerte.
La presión británica impidió su ejecución, por lo que fue encarcelado en la fortaleza de Taif, en Hejaz. Se informó que, poco después de su llegada, el Emir de La Meca recibió un mensaje de Constantinopla exigiendo la muerte de Midhat por "un accidente". Sin embargo, el titular Emir Abdul Muttalib era un amigo cercano de Midhat, y no tomó ninguna medida. Como resultado, Osman Pasha, gobernador de Hejaz, rodeó la residencia de verano del emir en Taif y lo encarceló.
Después de eso, el destino de Midhat Pasha quedó sellado. Fue asesinado en su celda el 26 de abril de 1883.
El Zoco Midhat Pasha de Damasco todavía lleva su nombre.